# Jurino (Mariföld)
Jurino (oroszul: Юрино) városi jellegű település Oroszországban, Mariföldön, a Jurinói járás székhelye.
Lakossága: 3465 fő (a 2010. évi népszámláláskor).

## Fekvése
Mariföld délnyugati részén, Joskar-Olától 212 km-re, a Volgán kialakított Csebokszari-víztározó bal partja mellett fekszik. Kb. 4 km-re nyugatra van a Vetluga jelenlegi torkolatától.

## Története
A falu első írásos említése 1721-ből származik. Lakói a gyenge minőségű talajon földműveléssel kevésbé, inkább állattartással foglalkoztak. 1812-ben a falu a környék aprófalvaival és jobbágyaival együtt a főúri Seremetyev család tulajdonába jutott. Az 1820-as években néhány bőrfeldolgozó műhely, több víz- és szélmalom is működött. Az 1840-es években szeszfőzdét és üveggyártó manufaktúrát nyitottak. 
A Seremetyev család egyik tagja, Vaszilij Petrovics Seremetyev 1871-ben ideköltözködött és itt rendezte be redenciáját. Fényűző, dekoratív kastélyt építtetett magának a Volga partján. A palota gazdag berendezését és gyűjteményeit az 1920-as évek államosítási hulláma idején elszállították. Ugyanakkor a már kb. 70 kis bőrfeldolgozó üzemet egyetlen vállalattá vonták össze, ebből később nemezárukat, lábbelit készítő gyár alakult.
1971-ben Jurinóba telepítették azt a különleges „erdészeti gazdaság”-ot, mely a tervezett újabb volgai víztározó helyének kiűrítését, – erdők irtását, falvak átköltöztetését, stb. – végezte. Az elkészült Csebokszari-víztározó nem csak a Volga, hanem a közelben beömlő Vetluga alsó szakaszának vizét is jelentős mértékben megemelte és öböllé tágította. 
Jurinóban 1996-ban négy ipari vállalat: a nemezárugyár, egy tőzegkitermelő vállalat, egy erdészeti és egy fafeldolgozó vállalat működött, de mindegyik válságos helyzetben volt. 

## Látnivalók
- Seremetyev-kastély; az 1880-as években épült, napjainkban múzeum
- Mihály arkangyal-templom (Mihajlo-Arhangelszkaja cerkov, 1869-1889).